# Kazuko Yamaizumi
Kazuko Yamaizumi (jap. 山泉 和子, Yamaizumi Kazuko; verheiratet Kazuko Itō (伊藤 和子, Itō Kazuko); * 17. Januar 1935; † 27. August 2024) war eine japanische Tischtennisspielerin. Ende der 1950er und Anfang der 1960er Jahre war sie eine der erfolgreichsten Tischtennisspielerinnen und errang insgesamt fünf Weltmeistertitel.

## Nationale Erfolge
Kazuko Yamaizumi wurde mehrmals japanische Meisterin, etwa 1957 und 1958 sowie 1961 im Einzel, Doppel und Mixed.

## Internationale Erfolge
Von 1996 bis 1971 nahm Yamaizumi sechsmal an Weltmeisterschaften teil. Dabei wurde sie 1959, 1961 und 1963 mit dem japanischen Damenteam Mannschaftsweltmeister. Zudem gewann sie 1959 den Titel im Doppel mit Taeko Namba und 1963 im Mixed mit Kōji Kimura. Bronze holte sie 1963 im Doppel mit Noriko Yamanaka.
Bei den Asienmeisterschaften holte sie 1960 Gold im Einzel, Doppel (mit Kimiyo Matsuzaki) und mit der Mannschaft, im Mixed mit Teruo Murakami erreichte sie das Endspiel. 1963 verteidigte sie mit der japanischen Mannschaft den Titel und gewann noch den Mixedwettbewerb mit Manji Fukushima.
In der ITTF-Weltrangliste wurde Kazuko Yamaizumi 1961 auf Platz vier geführt.
Dreizehn Titel gewann sie bei Seniorenweltmeisterschaften in der jeweiligen Altersklasse: Im Einzel 1982, 1984, 1986, 1990, 1996, 2002 sowie im Doppel 1982, 1984, 1986, 1988, 1990, 1996, 2004.
2010 wurde sie in die ITTF Hall of Fame aufgenommen.

## Privates
Kazuko Yamaizumi war Studentin. Um 1960 heiratete sie und hieß dann Kazuko Itō.

## Turnierergebnisse
| Verband | Veranstaltung           | Jahr | Ort      | Land | Einzel    | Doppel        | Mixed         | Team |
| ------- | ----------------------- | ---- | -------- | ---- | --------- | ------------- | ------------- | ---- |
| JPN     | Asienmeisterschaft TTFA | 1963 | Manila   | PHI  |           |               | Gold          | 1    |
| JPN     | Asienmeisterschaft TTFA | 1960 | Bombay   | IND  | Gold      | Gold          | Silber        | 1    |
| JPN     | Asienspiele             | 1962 | Jakarta  | INA  | Silber    | 3             | Silber        | 1    |
| JPN     | Asienspiele             | 1958 | Tokio    | JPN  | Silber    | Gold          | Silber        | 1    |
| JPN     | Weltmeisterschaft       | 1971 | Nagoya   | JPN  | letzte 32 | letzte 16     | letzte 32     |      |
| JPN     | Weltmeisterschaft       | 1969 | München  | FRG  | letzte 16 | letzte 16     | Viertelfinale |      |
| JPN     | Weltmeisterschaft       | 1963 | Prag     | TCH  | letzte 16 | Halbfinale    | Gold          | 1    |
| JPN     | Weltmeisterschaft       | 1961 | Peking   | CHN  | letzte 32 | Viertelfinale | letzte 16     | 1    |
| JPN     | Weltmeisterschaft       | 1959 | Dortmund | FRG  | letzte 32 | Gold          | letzte 16     | 1    |
| JPN     | Weltmeisterschaft       | 1956 | Tokio    | JPN  | letzte 32 | letzte 16     | letzte 16     |      |